# Sara Latife Ruiz Chávez
Sara Latife Ruíz Chávez (Cozumel, Quintana Roo; 21 de octubre de 1976) es una política quintanarroense, miembro del Partido Revolucionario Institucional, cercana al grupo político de Félix González Canto y Roberto Borge Angulo, teniendo múltiples cargos públicos en ambos sexenios. Ha sido delegada federal, secretaria del gobierno del estado y en varias ocasiones diputada federal tanto por votación popular como por la vía plurinominal. Junto con Roberto Borge Angulo fue una de las posibles sucesoras del gobernador Félix González Canto.

## Inicios
Sara Latife Ruiz Chávez es Licenciada en Economía egresada de la Universidad Autónoma de Yucatán, se desempeñó como Secretaría de Turismo y Secretaria de Planeación y Desarrollo Regional de Quintana Roo en el gobierno de Félix González Canto, cargo al que renunció para contender por la Diputación Federal en 2006, con anterioridad fue Subsecretaria de Promoción Económica de la Secretaría de Desarrollo Económico en el gobierno de Joaquín Hendricks Díaz, Directora de Desarrollo Económico municipal en la Administración de Carlos Hernández Blanco, Oficial Mayor y Directora de Relaciones Públicas y Turismo en el Ayuntamiento de Cozumel, Quintana Roo, cuando Félix González Canto fungía como Presidente Municipal de Cozumel.

## Vida política

### Diputada federal plurinominal LXIII Legislatura
En un suceso inédito, tomó protesta después de 5 meses de iniciada la legislatura. Tras la derrota del PRI en la elección extraordinaria de Aguascalientes realizada el domingo 7 de diciembre de 2015 resultó beneficiada al ganar la única diputación plurinominal que estaba pendiente de asignar.

### Delegada de la PROFECO en Quintana Roo
Tras su breve paso por Secretaria de Cultura, el 6 de mayo de 2014, fue nombrada en primera ocasión como delegada estatal de la Procuraduría Federal del Consumidor. En 2015 deja la dependencia para registrase como diputada plurinominal por su partido (PRI).
Tras la jornada electoral del 2015, no alcanza el registro como diputada plurinominal, por lo que el 18 de mayo de 2015 toma protesta nuevamente como delegada de la PROFECO en Quintana Roo.

### Operativos
Al frente de la dependencia federal, destacó por controvertida aplicación aplicación de multas y suspensiones en los comerciantes del estado, en especial en Cancún, Cozumel y Playa del Carmen; Destacándose: suspensión de máquinas de cobro de estacionamientos, Agencias de Vaijes, Gasolineras, Arrendadoras de Autos, Joyerías, Agencias de Tiempos compartidos, entre otros.

### Secretaria de Educación y Cultura (Quintana Roo)
Secretaria de Educación y Cultura,

### Diputada federal en la LX Legislatura
Electa por el Distrito electoral federal 1 de Quintana Roo con un 37.66 %.solicita licencia en 2 ocasiones para separarse del cargo: en 2007 para participar en un proceso interno de su partido y en 2009 nuevamente de al ser nombrada titular de la Secretaría de Turismo de Quintana Roo para sustituir a Carlos Joaquín González.

### Candidatura a la Secretaría General del CEN del PRI (2007)
En 2007 fue candidata a secretaria general del Comité Ejecutivo Nacional en la fórmula que encabeza Enrique Jackson. por lo cual solicitó licencia como diputada federal.
Jackson y Ruiz Chávez perdieron la elección frente a la formula de Beatriz Paredes Rangel y Jesús Murillo Karam, actual titular de la Procuraduría General de la República (PGR). Una vez terminada la elección priista y al no haber obtenido el cargo, se reintegró a su curul en la Cámara de Diputados.

## Controversias

### FUTUR
Sara Latife Ruiz también tuvo notoriedad cuando, como secretaria de Turismo, acudió a la Feria Internacional de Turismo (Fitur) de España, de 2010, y vistió con una imagen, según expertos en moda, como modelo, cantante o estrella de cine.

### Dueña de un Tabel Dance
En la isla de Cozumel Fue propietaria del centro nocturno Black & White, que se localizaba en la avenida Pedro Joaquín Coldwell 433. Asunto que salió a la luz pública en 2007 cuando fue compañera de formula de  Enrique Jackson al CEN del PRI, unos días después del escándalo, fue cerrado el antro. En 2013 cuando fue nombrada Secretaria de Educación y Cultura de Estado de Quintanana Roo por Roberto Borge Angulo causó revuelo nuevamente.